# Everything (album, 1990)
Pour les articles homonymes, voir Everything.
Albums de Faye Wong
Shirley Wong
(1989) You are the only one
(1990)
Everything, sorti en juin 1990, est le deuxième album de Faye Wong. Ce deuxième album est sorti chez le label Cinepoly.

## Titres
1. Paris Eiffel Tower Tip (巴黎塔尖)
2. Everything
3. Roaming (遊蕩)
4. Can You Hold Me Tight (可否抱緊我)
5. Completing To Joke Quickly (鬥快說笑話)
6. My Loneliness
7. Cying Wall (哭牆)
8. No Regrets Tonight (無悔今夜)
9. In A Flash (一剎那)
10. UpStream (激流)
11. Paris Eiffel Tower Tip (巴黎塔尖)